# Tiziana Ferrario
Tiziana Ferrario (Milano, 3 settembre 1957) è una giornalista e conduttrice televisiva italiana.
Nello staff del TG1 fin dai primi anni ottanta, è stata una delle principali anchorwomen del telegiornale avendone condotto per lungo tempo le principali edizioni, quella delle 13:30 e quella delle 20. Inviata di politica estera ha documentato crisi umanitarie e internazionali, dall'Afghanistan, al Medio Oriente, all'Iraq, al Sud-est asiatico, all'Africa tra il nord Uganda e il Darfur, agli Stati Uniti d'America.
È stata nominata Cavaliere dell'Ordine al merito della Repubblica Italiana nel 2003 dal Presidente della Repubblica Carlo Azeglio Ciampi, per il suo impegno civile come giornalista inviata in aree di guerra.

## Biografia
Si accosta al giornalismo giovanissima lavorando per l'emittente privata Telemilano (la futura Canale 5). Nel 1979 viene assunta alla RAI come praticante, lavorando come inviata per radio e televisione, conducendo l'edizione regionale lombarda del TG3.  Nel 1980 diventa giornalista professionista. Si trasferisce a Roma dal 1982 per inaugurare la seconda edizione serale del TG1 alle 22:30 circa, prima donna ad andare in onda in orario serale nel telegiornale più seguito in Italia (la prima giornalista donna a condurre un telegiornale serale in Rai era stata Piera Rolandi per il TG2).
Nel 1986 idea uno spazio per Rai 1 all'interno di Italia sera, che trattava di problematiche inerenti al lavoro, in particolare i giovani e le nuove professioni, in collaborazione con l'Università Bocconi e i Ministeri del Lavoro e dell'Istruzione. Sempre nel 1986 partecipa all'ideazione della nuova fascia di informazione del mattino, Unomattina, conducendo il telegiornale presentato al suo interno e proseguendo la sua attività con la rubrica sui giovani e le nuove professioni. Nel 1993 passa a condurre il TG1 delle 13:30, svolgendo sino al 1996 il ruolo di vicecaporedattore in cronaca, durante Tangentopoli.
È sua l'ideazione, nel 1997, del TG ragazzi (poi GT Ragazzi), rubrica di informazione per adolescenti, di cui si occupa sino al 2000. Per tale iniziativa ottiene, per due anni di seguito (1998-1999), il Telegatto, insieme ad altri prestigiosi riconoscimenti per il costante impegno nella difesa dei diritti dei minori. Nel 2000 riprende il lavoro da inviata, alternando la conduzione in studio del TG delle 13:30 al ruolo di inviata speciale in particolar modo in Pakistan ed in Afghanistan, all'indomani degli attentati dell'11 settembre.
Il 7 novembre 2003 il presidente Carlo Azeglio Ciampi le consegna le insegne di Cavaliere dell'Ordine al merito della Repubblica Italiana per l'impegno civile come giornalista inviata in aree di guerra. Nel giugno 2006 pubblica il suo libro Il vento di Kabul. Nel 2007 passa a condurre la principale edizione del TG1, alle 20, continuando a ricoprire il ruolo di inviata. Nel giugno 2009 è in Iran durante le sanguinose proteste a Teheran scatenatesi dopo la rielezione del presidente Mahmud Ahmadinejad.
A marzo 2010 viene rimossa dall'incarico di conduttrice del TG1 per essersi opposta alla linea editoriale del direttore Augusto Minzolini, artefice, a suo dire, di un telegiornale troppo schierato con il governo Berlusconi e con troppe omissioni sulle inchieste che riguardano il premier. I comitati di redazione del TG2, del TG3 e di Rai News 24 condannano la rimozione "senza adeguate motivazioni professionali e senza offrire una collocazione adeguata all'importanza e alla centralità del ruolo che svolgeva". La sua rimozione scatena polemiche: i consiglieri di minoranza del CdA Rai parlano di «epurazione», ma il direttore Minzolini afferma che la decisione è stata presa molto tempo prima, con l'obiettivo di «mettere volti nuovi».
La Ferrario ricorre alla magistratura che la reintegrò con due ordinanze, la prima il 29 dicembre 2010 e la seconda il 7 marzo 2011. Il 15 dicembre 2015 il giudice penale condanna l'ex direttore del TG1 e senatore di Forza Italia Augusto Minzolini a quattro mesi di reclusione per abuso d'ufficio. Secondo l'accusa la rimozione della conduttrice sarebbe stata la conseguenza di una vendetta. La condanna viene confermata il 17 novembre 2017 dalla Corte d'Appello di Roma ma il 12 febbraio 2019 la corte di cassazione dichiara prescritto il reato, rimandando alla corte d'appello la valutazione degli aspetti civili del reato.
In seguito lavora come corrispondente da New York.
Nel novembre 2018, Tiziana Ferrario lascia la Rai dopo quasi quarant'anni. Continua il suo lavoro da libera professionista impegnandosi nella difesa dei diritti delle donne.

## Curiosità
- È lei che fece la prima intervista per il TG1 a Fiorello che in seguito diventerà lo show man italiano più acclamato e popolare.
- Appare come cameo nel film Paparazzi del 1998 come conduttrice del TG1

## Riconoscimenti
- 1998 – Telegatto per Tg Ragazzi
- 1999 – Telegatto per Tg Ragazzi
- 1999 – Premio Tutores – Carta di Treviso difesa diritti minori
- 2000 – Premio Zapping
- 2000 – Premio Giulietta
- 2001 – Premio televisivo Chiara d'Assisi
- 2001 – Premio internazionale Tarquinia (giornalismo)
- 2002 – Premio Hemingway (giornalismo)
- 2002 – Premio Federico Motta
- 2002 – Premio Rosa Camuna – Regione Lombardia (come riconoscimento del ruolo e dell'operosità delle donne nei settori dell'educazione, del lavoro, della cultura, dell'impegno civile e sociale, della creatività).[11]
- 2002 – Premio Nazionale di giornalismo Carlo Casalegno – Patrocinio Presidente della Repubblica
- 2003 – Premio Ischia Internazionale di Giornalismo – Patrocinio Presidente della Repubblica – (speciale riconoscimento per aver onorato in maniera straordinaria la professione assicurando un servizio tempestivo sulle azioni di guerra in Iraq e mettendo in luce doti di competenza, coraggio e dedizione).[12]
- 2003 – Premio Eleonora Pimentel-Comune Napoli
- 2004 – Premio A prescindere
- 2004 – Premio giornalistico televisivo Ilaria Alpi con La guerra del nord Uganda (Speciale TG1 – Rai Uno)[13]
- 2005 – Premio Antonio Russo (Reportage di guerra)
- 2005 – Premio Giornalistico Nazionale Maria Grazia Cutuli
- 2006 – Premio Comune di Parma (premio giornalistico femminile Con gli occhi di una donna)
- 2006 – Premio Santa Marinella
- 2007 – Premio Ornella Geraldini
- 2007 – Premio Nino Culicchia
- 2018 – Magna Grecia Awards
- 2019 – Premio Tonino Carino

## Pubblicazioni
- Il vento di Kabul, Ed. Baldini Castoldi Dalai, 2006 (quattro edizioni in tre mesi). Vincitore premio Santa Marinella.
- Una vita da sogno - Racconto inserito in Cuori di pietra - 2007 - Collana: Piccola Biblioteca Oscar Mondadori - Racconti di donne sul disamore
- Una lotteria con la vita - Racconto inserito in Dispacci dal fronte Reporters sans frontières - novembre 2007 - EGA editore
- Un adorabile papà - Racconto inserito in Facce di bronzo - 2008 - Collana: Piccola Biblioteca Oscar Mondadori - Catalogo dei senza vergogna
- Bello da morire - Racconto inserito in Corpi - 2010 - Collana: Piccola Biblioteca Oscar Mondadori
- Orgoglio e pregiudizi. Il risveglio delle donne ai tempi di Trump, Chiarelettere, 2017
- Orgoglio e pregiudizi. Le donne al tempo di Trump. Dal movimento #MeToo alla corsa per la Casa Bianca, Chiarelettere, 2019
- Finché morte non ci separi - 2019 - racconto inserito nella raccolta Mariti, ed. Piemme
- Uomini, è ora di giocare senza falli!, Chiarelettere, 2020
- La principessa afghana e il giardino delle giovani ribelli, Chiarelettere, 2021, ISBN 978-88-32-96267-3
- La bambina di Odessa. La battaglia di una madre, la promessa fatta a un figlio, Chiare lettere, 2022 (presentato a Villa Bertelli[15])
- Cenere,                                    Fuoriscena,2024